# Сяолюйжэнь
Сяолюйжэнь (официальное название: кит. 行人 倒數 計時 顯示, обратный отсчёт для пешеходов; разговорный китайский 小綠人; пиньинь Xiǎolǜrén; буквально «маленький зелёный парень») — анимированный светофор на Тайване. Впервые он был представлен в городе Тайбэй в 1999 году. Через несколько лет он стал популярным на всём острове. На светофоре изображен идущий зелёный человек в шляпе. Зелёного человечка сопровождает обратный отсчёт времени, отведённого на переход улицы, на счётчике выше. Когда время для пешеходов переходить улицу подходит к концу, фигурка ускоряется, что является предложением для прохожих пересекать переулок вовремя. Светофор стал предметом патентного спора между местным министерством транспорта и технологической компанией Кан Шэнь.
Сяолюйжэнь также использовался в Испании, особенно в Севилье. До 2000 года аналогичные знаки пешеходного движения в различных местах, включая Берлин, имели фиксированную позу при ходьбе и не двигались с точки зрения изображения. Эта форма светофора также популярна в Китае.